# 烏崔皮爾瓦利亞山
13°40′04″S 74°26′53″W / 13.66778°S 74.44806°W
烏崔皮爾瓦利亞山（Huch'uy Pirwalla），是秘魯的山峰，位於該國中南部阿亞庫喬大區，由維克托法哈多省的薩爾瓦區負責管轄，屬於安地斯山脈的一部分，海拔高度4,600米。